# Gaz ściśnięty
Gaz ściśnięty (ang.: tight gas) – gaz ziemny, niekonwencjonalny, uzyskiwany ze skał o małej przepuszczalności, mniejszej niż 0,1 m[darcy] (mD). Wydobycie na skalę ekonomicznie opłacalną wiąże się z koniecznością szczelinowania. W odróżnieniu od gazu łupkowego, występującego w łupkach osadowych (o małej przepuszczalności i porowatości), gaz ściśnięty zazwyczaj zawarty jest w piaskowcach i rzadziej w wapieniach (cechujących się niską przepuszczalnością, ale większą, porowatością niż łupki).
Gaz ściśnięty jest wydobywany na dużą skalę w Stanach Zjednoczonych od lat 70. XX w., ok. 30% amerykańskiego wydobycia, czyli 150 mld m³ rocznie (wartość ta przekracza ponad 10-krotnie wielkość polskiej konsumpcji), w Kanadzie rocznie wydobywa się 55 mld m³, ponadto wydobywany jest w 10 innych krajach na świecie